# Pątlica
Pątlica (do 1945 niem. Marienwalde) – obecnie uroczysko-dawna miejscowość, dawniej osada leśna położona w Polsce, w województwie zachodniopomorskim, w powiecie goleniowskim, w gminie Goleniów, około 6 kilometrów na południe od Goleniowa.
Położona na zachodnim brzegu rzeki Iny osada należała do Fundacji Mariackiej ze Szczecina (stąd jej nazwa). Po raz pierwszy notowana w źródłach w 1754 roku. W jej skład wchodziła trzybudynkowa zagroda z przylegającym niewielkim ogrodem i sadem oraz niedużym wolnostojącym budynkiem od strony południowo-wschodniej. Na północ od zagrody znajdował się niewielki cmentarz dla leśników. W 1905 roku mieszkało tutaj siedem osób. W latach 20. XX wieku do leśnictwa Marienwalde należało 715 hektarów ziemi, w tym 637 ha lasów i 38 ha pól.
Polską nazwę Pątlica ustalono urzędowo rozporządzeniem Ministrów Administracji Publicznej i Ziem Odzyskanych z dnia 1 czerwca 1948 roku.